# Hôtel de Mirman
Pour les articles homonymes, voir Mirman.
L'hôtel de Mirman (demeure des Bucelli) est un hôtel particulier situé au 7 place du Marché-aux-Fleurs, à Montpellier (France).
Cet édifice est inscrit au titre de monument historique depuis le 19 septembre 2011.

## Historique

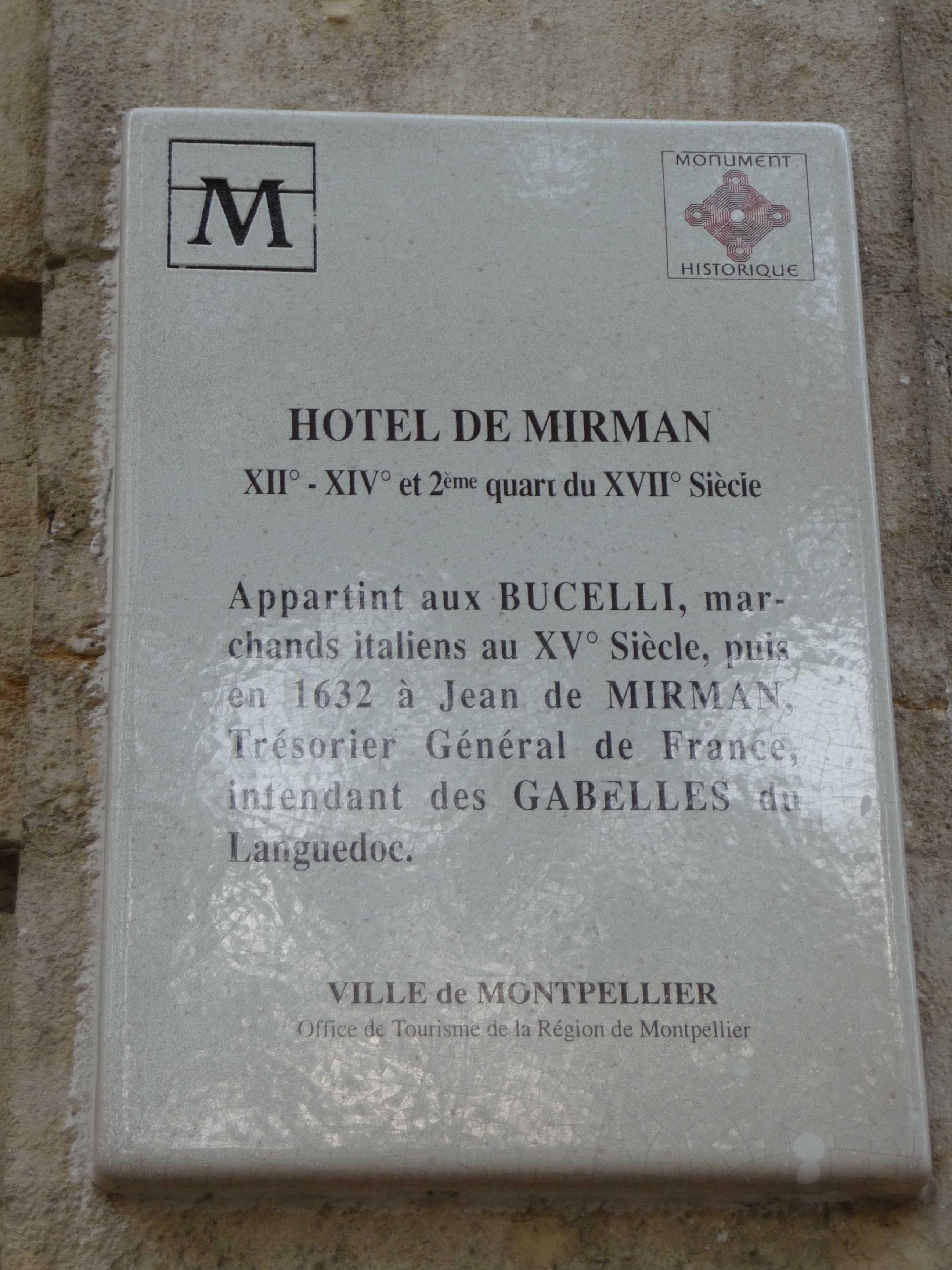